# Troglohyphantes furcifer
Troglohyphantes furcifer är en spindelart som först beskrevs av Simon 1884.  Troglohyphantes furcifer ingår i släktet Troglohyphantes och familjen täckvävarspindlar.
Artens utbredningsområde är Spanien. Inga underarter finns listade i Catalogue of Life.